# Правда или смелость
Правда или смелость (швед. Sanning eller konsekvens) — шведский фильм-драма 1997 года.

## Сюжет
Перейдя в шестой класс, юная Нора сталкивается с большой проблемой. Ей предстоит выбрать - с кем она: с девочкой-тихоней Кэрин или с теми, кто над ней издевается. Фильм о соперничестве, предательстве и настоящей дружбе.

## В ролях
- Туве Эдфельдт — Нора
- Анна Габриэльссон — Кэрин
- Александра Дальстрём — Фанни
- Емелина Линдберг — Сабина
- Тутте Стенеби — Тоббе
- Эрик Юханссон — Антон, брат Норы
- Карина Лидбом — мама Норы
- Сюзанн Рейтер — учитель
- Лена-Пиа Бернхардсон — мама Кэрин
- Йонас Фальк — папа Кэрин
- Нуми Рапас — Надя, сестра Сабины